# Hugleikur Dagsson
Hugleikur Dagsson   (Akureyri, 5 d'octubre de 1977) Þórarinn Hugleikur Dagsson (també anomenat Hulli) és un artista islandès. Es va graduar a l'Acadèmia d'Arts d'Islàndia l'any 2002.
Era un crític cinematogràfic en un famós programa de la ràdio islandesa de la cadena Radíó X i va aparèixer en un altre programa anomenat Hugleikur de la mateixa casa. És principalment conegut pels seus còmics satírics d'humor negre, que han estat publicats com a llibres i a la revista en anglès de la capital islandesa The Reykjavík Grapevine.
Hugleikur ha escrit tres obres de teatre. La primera, Forðist okkur (Evita'ns) es basa en un dels seus llibres. És una història sobre tres famílies disfuncionals. La segona, Leg (Úter), és un musical sobre l'embaràs adolescent en un futur proper a Islàndia. Baðstofan (Sala d'estar) és la seva tercera obra, que mostra d'una manera fosca la Islàndia del segle xviii. Totes tres obres van rebre bones crítiques i Hugleikur va rebre el premi de "dramaturg de l'any" per l'obra Forðist okkur.
L'any 2006, Penguin Books va publicar Should You Be Laughting at This? (Te n'hauries de riure d'això?), que és una col·lecció dels seus dibuixos prèviament publicats com Forðist okkur (Evita'ns) per JPV books a Islànida. Is This Supposed to be Funny? (Se suposa que això és graciós?), el seu segon llibre de dibuixos, va ser publicat per Penguin Books l'octubre de 2007. El tercer llibre, Is This Some Kind of joke? (Això és algun tipus de broma?), es va publicar el 2008.

### Obres de teatre
- Forðist okkur (Català: Evita'ns), 2006
- Leg (Català: Úter, el musical), 2007
- Baðstofan (Català: Sala d'estar), 2008

### Comic books
- Elskið okkur (Català: Estima'ns) 2002
- Drepið okkur (Català: Mata'ns) 2003
- Ríðið okkur (Català: Folla'ns) 2004
- Forðist okkur (Català: Evita'ns). Una col·lecció que incloïa Estima'ns, Mata'ns i Folla'ns 2005
- Bjargið okkur (Català: Salva'ns) 2005
- Fermið okkur (Català: Confirma'ns) 2006
- Should you be laughing at this? Traducció a l'anglès de Forðist okkur, publicat per Penguin Books 2006
- Fylgið okkur (Català: Segueix-nos) 2006
- Eineygði kötturinn Kisi og hnakkarnir (Català: Kisi, el gat d'un sol ull i els douchebags 2006
- Ókei bæ! (Català: Ok adéu!) 2007
- Is this supposed to be funny? Traducció a l'anglès de Bjargið okkur, publicat per Penguin Books 2007
- Eineygði kötturinn Kisi og Leyndarmálið (Catala: Kisi, el gat d'un sol ull i el Secret) 2007
- Kaupið okkur (Català: Compra'ns) 2007
- Garðarshólmi (una tira còmica impresa en cada pàgina del Registre de Telèfons d'Islàndia) 2008
- Eineygði kötturinn Kisi og Ástandið, fyrri hluti: Annus Horribilis (Català: Kisi, el gat d'un sol ull, i la Situació, part I: Annus Horribilis) 2008
- Jarðið okkur (Català: Enterra'ns) 2008
- Is This Some Kind of Joke, published by Penguin books 2008
- Garðarshólmi, önnur skorpa (una tira còmica impresa en cada pàgina del Registre de Telèfons d'Islàndia) 2009
- Eineygði kötturinn Kisi og Ástandið, seinni hluti: Flóttinn frá Reykjavík (Català: Kisi, el gat d'un sol ull, i la Situació, part II: L'escapada de Reykjavík) 2009
- Eineygði kötturinn Kisi og leyndardómar Eyjafjallajökuls (Català: Kisi, el gat d'un sol ull, i els misteris de l'Eyjafjallajökull) 2010 (amb Pétur Atli Antonsson)